# Pedro de Mata y Haro
Pedro de Mata y Haro (Napoli, 1576 – Diano, 3 marzo 1627) è stato un vescovo cattolico italiano, vescovo di Belcastro e poi di Capaccio.

## Biografia
Nacque a Napoli da una nobile famiglia di origine spagnola: suo zio ferdinando era reggente del regio Consiglio collaterale.
Abbracciò la vita religiosa tra i chierici regolari teatini e professò nella chiesa di San Paolo Maggiore il 25 marzo 1593.
Fu nominato vescovo di Belcastro da papa Paolo V il 3 agosto 1609 (pare fosse stato in precedenza eletto vescovo di Salamina in partibus, ma la notizia si riferisce verosimilmente al suo confratello e successore Giorgio Santi) e fu consacrato a Roma il 5 agosto successivo dal cardinale Giambattista Leni.
Il 28 febbraio 1611 fu trasferito alla sede di Capaccio.
Promosse la riforma dei costumi del clero diocesano e promosse il decoro del culto liturgico; compì visite pastorali; procedette alla ricognizione delle reliquie di san Cono e ne consegnò parte alla certosa di Padula.
Nel 1617 celebrò un sinodo diocesano.
Il 13 ottobre 1618 approvò la compagnia di chierici secolari sorta a Laurito a opera di Filippo Romanelli e altri sacerdoti sul modello dei dottrinari di César de Bus.
Morì nel 1627 e fu sepolto nella chiesa di Santa Maria Maggiore a Diano.

## Genealogia episcopale
La genealogia episcopale è:
- Arcivescovo Filippo Archinto
- Papa Pio IV
- Cardinale Giovanni Antonio Serbelloni
- Cardinale Carlo Borromeo
- Cardinale Ottavio Paravicini
- Cardinale Giambattista Leni
- Vescovo Pedro de Mata y Haro